# Naissance en 883
Naissance
- 879
- 880
- 881
- 882
- 883
- 884
- 885
- 886
- 887

Cette page dresse une liste de personnalités nées au cours de  l'année 883 :
- Flaianus (en), religieux de Galice, évêque de Lugo.
- Hyogong (en), 52e roi de Silla (Corée).
- Ibn Masarra, philosophe et mystique andalou.
- Tahir ibn Muhammad ibn Amr, émir des Saffarides.
- Zhao Jiliang (en), ministre chinois de la période des Cinq Dynasties et des Dix Royaumes.
- Zhao Tingyin (en), major-général chinois de la période des Cinq Dynasties et des Dix Royaumes.

## Crédit d'auteurs
- Cet article est partiellement ou en totalité issu de l'article intitulé « 883 » (voir la liste des auteurs).